# Zerrenthin
Zerrenthin è un comune di 475 abitanti del Meclemburgo-Pomerania Anteriore, in Germania.

Appartiene al circondario della Pomerania Anteriore-Greifswald ed è parte della comunità amministrativa Uecker-Randow-Tal.
La famiglia Wittstock, di cui Charlène Wittstock è membro, è originaria della cittadina (immigrarono nella futura Rhodesia).